# Várzea (Teresópolis)
A Várzea é um bairro do município brasileiro de Teresópolis, interior do estado do Rio de Janeiro. Abriga o coração financeiro da cidade.
Apesar de possuir residências, o bairro é eminentemente comercial. Possui desde prédios históricos, como o Palácio Teresa Cristina, onde situa-se a Prefeitura Municipal,  até grandes edifícios.

## História
"Contavam-se a dedo as casas de negócio. (...) Mais adiante umas três casas até alcançar-se a Praça de Santa Teresa (Baltazar da Silveira). Nesta praça, uma igrejinha dedicada a Santa Teresa, de pau-a-pique como as outras casas. (...) Eis o que era a Várzea.

— Armando Vieira descrevendo suas impressões sobre o bairro.
Desde os primeiros registros de povoado na Serra dos Órgãos, a região de Teresópolis passou por inúmeras transformações, e vem se tornando cada vez mais urbana, bem diferente de suas primeiras definições como um "sertão ocupado por índios bravos". O bairro da Várzea é um grande exemplo deste crescimento. Criado em 1855, foi inicialmente denominado de "Provincial Policarpo de Azevedo", que, após alguns anos, abrigou a Avenida Amazonas (atual Feliciano Sodré), que era a principal via da cidade naquela época. Então, em 1860, o bairro vinha a ser denominado oficialmente como "Várzea".

### A chegada do trem
Em 1921, o trem chega à Várzea, tendo como primeira estação a da Fazendinha, que foi por algum tempo o ponto final do Ramal de Teresópolis da Estrada de Ferro Central do Brasil. Em 1929, a estação foi desativada para dar lugar a Estação José Augusto Vieira; a "famosa" Estação da Várzea foi inaugurada, três quilômetros à frente da Estação da Fazendinha, que foi desativada em 1929.
O trem era o principal transporte urbano da cidade de Teresópolis na época, fazendo a ligação dos bairros e da cidade à capital.